# Стороневичі
Стороне́вичі — село в Україні, у Самбірському районі Львівської області. Населення становить 171 осіб. Орган місцевого самоврядування — Добромильська міська рада.

## Церква св.Миколая

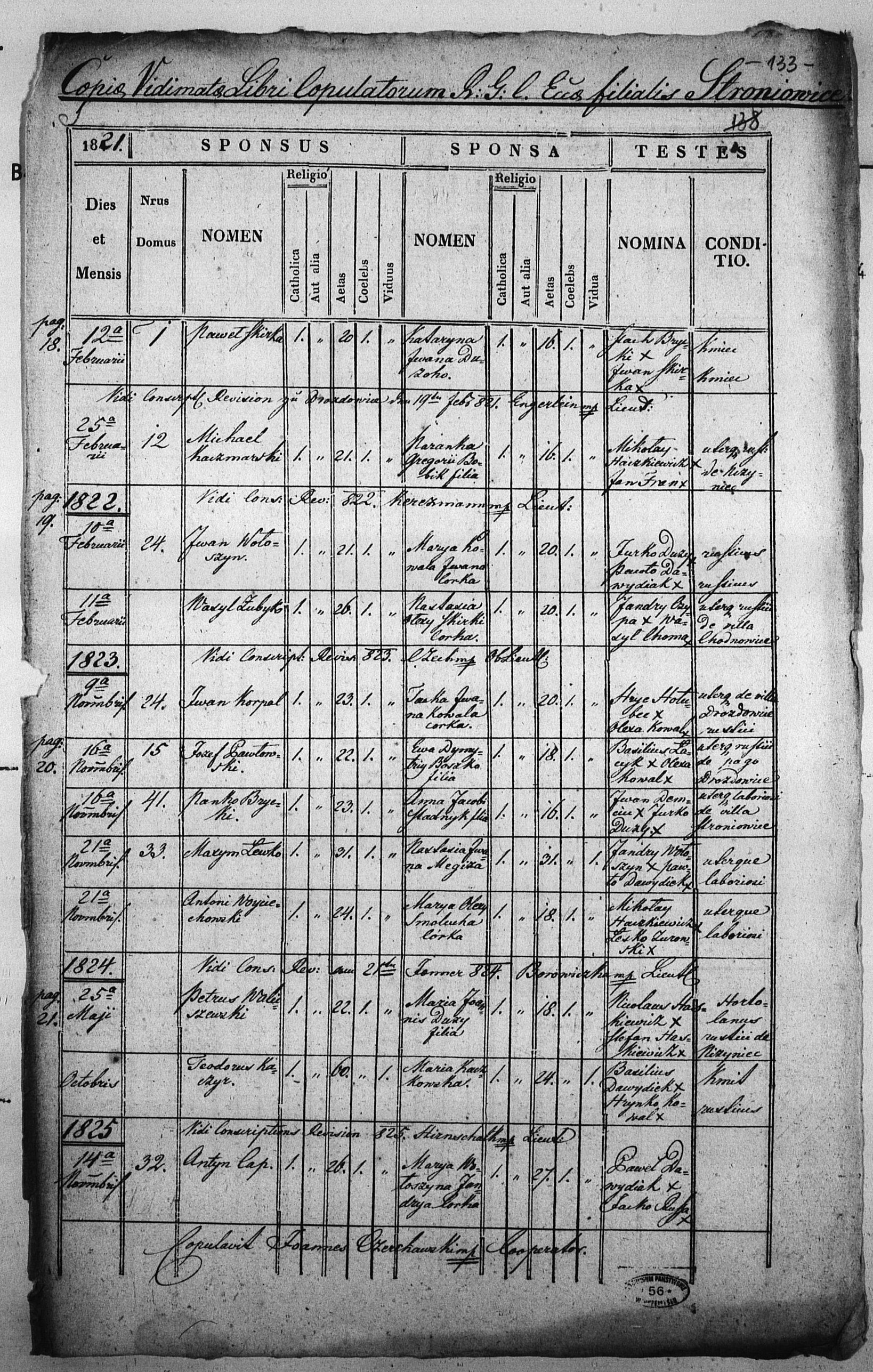
Метрична книга села Стороневичі з 1821 року.

Церква св. Миколая вперше згадується у 1589 р. Існуюча збудована на місці давнішої дерев’яної у 1865 р. Це дерев’яна дводільна безверха будівля, вищий двосхилий дах нави якої вінчає квадратова в перекрої вежечка. По другій світовій війні стояла зачиненою 28 років до 1989 р. На сьогодні діюча церква, Греко-Католицької парафії.

## Військове поховання
На військовому цвинтарі біля храму Св. Миколая поховано 80 солдатів австрійського цісарського і королівського Галицького піхотного полку Вільгельма Ернста Великого Герцога фон Саксен-Веймар-Айзенаха, які загинули в боях біля с. Стороневичі в жовтні 1914 року під час Першої Світової війни.

## Уроженці Стороневич вояки Української Галицької Армії
- Коваль Михайло (1901 - †16 квітня 1921) - стрілець УГА. Народився в Стороневичах і помер в Пардубіце, Чехія.
- Мегес Володимир Володимирович — (8 вересня 1898 — †6 січня 1989) — стрілець бойової групи "Крукеничі", Третього корпусу УГА. Ветеран Першої світової війни, Італійський фронт Австро-Угорської армії, мобілізований у 1916 році в 10 Гірську бригаду, де брав участь в боях за Ізонцо. Брав участь в українсько-польській війні, був інтернований як військовополонений у польському концтаборі в Пікуличах і звільнений в кінці війни. Володимир продовжував жити в селі Стороневичі аж до кінця 1980-х. Пізніше переїхав жити з онукою у Горохів, Волинської області.

## Уроженці Стороневич вояки Австро-Угорської Армії
- Артим Василь (*1893 - †?) - піхотинець 18 полку, отримав поранення в бою.
- Бішко Павло (*1889 - †?) - піхотинець 18 полку, потрапив до російського полону, був увязненим у селі Красногорскоє біля Омська.
- Гнат Йосип (*1893 - †?) - піхотинець 25 полку, отримав поранення в бою.
- Горак Яків (*1874 - †?) - звання і частина невідомі, потрапив до російського полону, був увязненим у місті Оса, Пермська губернія.
- Кисилиця Іван (*1889 - †?) - піхотинець 14 полку, отримав поранення в бою, потрапив до російського полону, був увязненим у місті Рибінськ.
- Коваль Іван (*? - †?) - піхотинець 10 полку, загинув в бою.
- Муляр Григір (*1885 - †?) - піхотинець 10 полку, потрапив до російського полону, був увязненим у місті Ташкент.
- Пшедзімрський Тома (*1890 - †?) - піхотинець 23 полку, отримав поранення в бою.
- Скірка Іван (*1889 - †?) - піхотинець 10 полку, потрапив до російського полону, був увязненим у місті Ніжній Новгород.
- Скірка Михайло (*1882 - †?) - піхотинець 10 полку, потрапив до російського полону, був увязненим у місті Пєнза.
- Тралка Іван (*1884 - †?) - піхотинець 18 полку, потрапив до російського полону, був увязненим у місті Перяслав Залесский, Владімірської губернії.
- Волошин Еміль (*1882 - †11 грудня 1916) - піхотинець 10 полку, загинув в бою.

## Мапа Стороневич

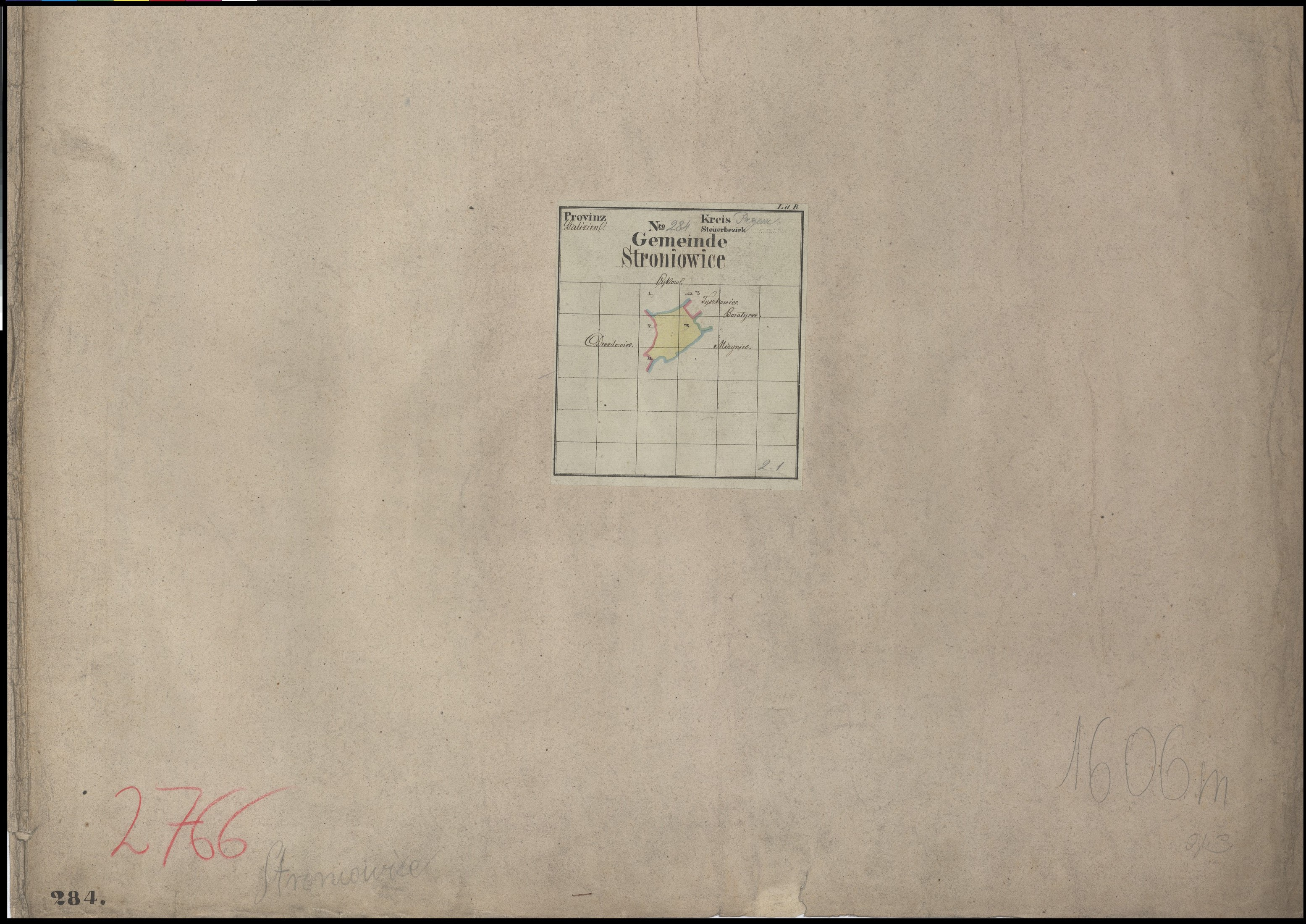
Кадастрова мапа села Стороневичі. 1855 рік.
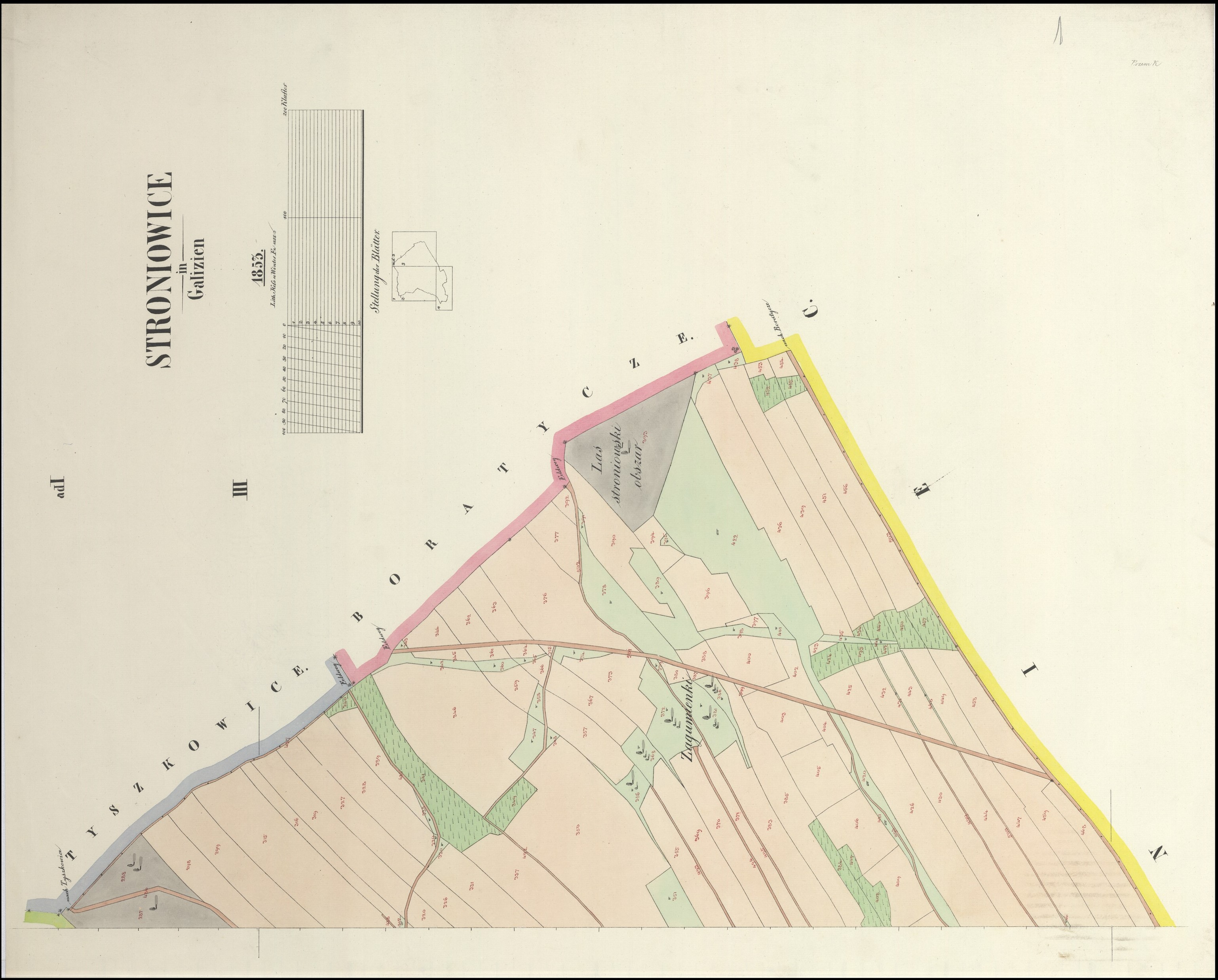
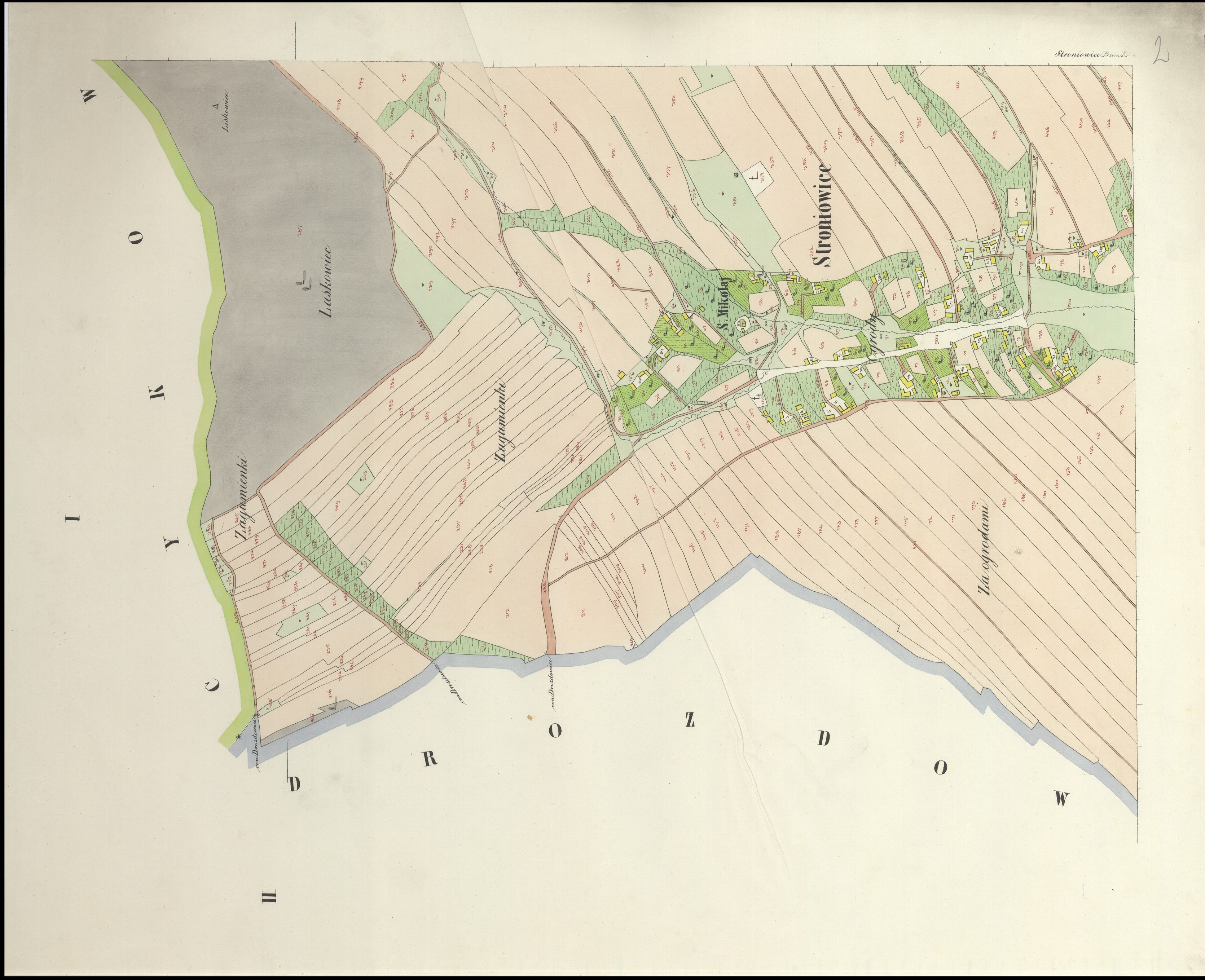
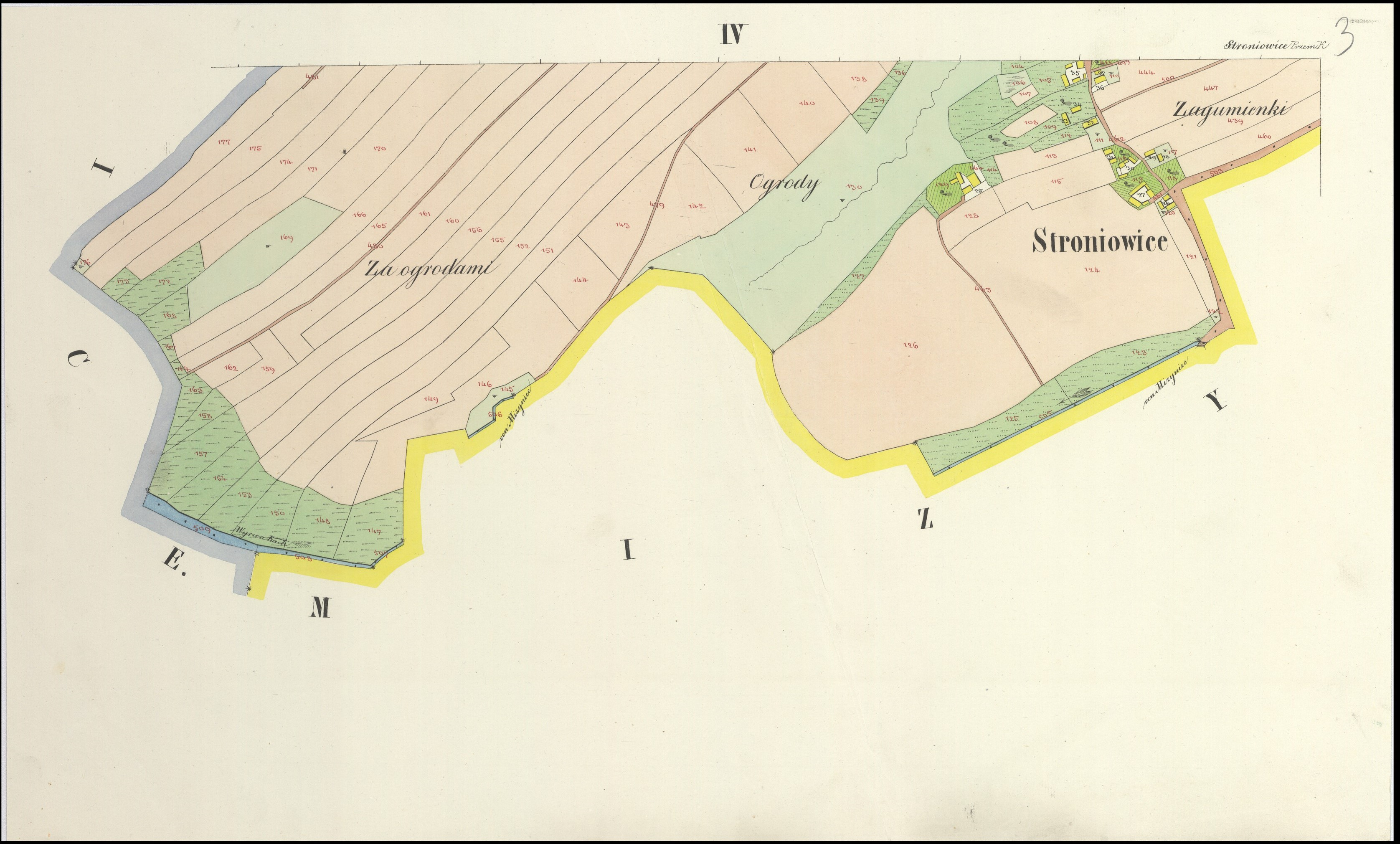